# Бессоне, Федерико
Федерико Бессоне Луна (исп. Federico Bessone Luna; 23 января 1984, Кордова, Аргентина) ― аргентинский футболист и футбольный тренер. Занимает пост главного тренера в андоррском клубе «Атлетик» (Эскальдес).

## Карьера игрока
Федерико родился в аргентинском городе Кордова. Начинал заниматься футболом в молодёжных академиях «Барселоны» и «Эспаньола». В 2007 году дебютирует на уровне Сегунды, выступая на правах аренды за только что вылетевший из Ла Лиги «Химнастик» из Таррагоны.
В июне 2008 года на правах свободного агента покинул «Эспаньол» и подписал контракт на два года с валлийским «Суонси Сити». 20 ноября 2009 года забил свой первый и единственный гол за «лебедей», отличившись в матче Чемпионшипа против «Дерби Каунти» (1:0), что позволило команде взобраться на третью строчку в таблице — впервые за 26 лет.
Летом 2010 у Бессоне истекал контракт и «Суонси» предлагал игроку продлить соглашение с клубом, но Федерико отказался и принял приглашение «Лидс Юнайтед». Контракт был рассчитан на три года. Игрок принял участие в первых восьми матчах за клуб в новом сезоне, но в дальнейшем не попадал даже на скамейку запасных. В январе 2011 был отдан в аренду до конца сезона с опцией выкупа в «Чарльтон Атлетик», выступавший лигой ниже. В мае 2011 был выставлен «Лидсом» на трансфер. Ожидалось, что защитник будет продан в «Чарльтон», но в итоге он остался на «Элланд Роуд» и был в составе команды на предсезонный тур по Шотландии.
31 августа 2011 «Лидс» и Бессоне расторгли контракт по обоюдному согласию. В тот же день «Суонси» объявил о возвращении игрока. Клуб активно искал подмену для травмированного защитника Алана Тейта. За весь сезон в АПЛ Федерико сыграл лишь 5 минут, появившись в конце ноябрьского матча против «Вест Бромвича» (3:0).
В течение следующего сезона числился в клубах Лиги 1 (третий по значимости футбольный дивизион в Англии) «Суиндон Таун» и «Олдем Атлетик». За «Суиндон» защитник провёл пять матчей, покинув клуб 31 декабря 2012. В течение почти трёх месяцев находился без клуба, тренируясь в своём доме в Барселоне. Присоединился к «Олдему» 29 марта. За клуб не провёл ни одной встречи и покинул его в конце сезона.
9 сентября 2013 года перешёл в клуб MLS «Спортинг Канзас-Сити», но снова ни разу не появился на поле и покинул команду уже в январе. В феврале 2014 подписал контракт с «Миллуолл» до конца сезона.
Проведя год без команды, Федерико присоединился к клубу Терсеры Испании (четвёртый по значимости испанский дивизион на тот момент) «Прата».
В 2019 году переехал в Андорру, где выступал за местный одноимённый клуб, участвующий в Сегунде Б. Завершал карьеру игрока в клубе Примеры Андорры «Интер» (Эскальдес).

## Карьера тренера
Ещё во время выступлений за «Прат» начинал тренировать молодёжный состав клуба. Перед переходом в клуб «Андорра» также предполагалось, что Федерико проведёт сезон в качестве игрока, а затем будет заниматься обучением молодёжи.
Перед сезоном 2021/22 возглавил «Интер» (Эскальдес) и привёл команду к чемпионству в лиге, став первым игроком в истории клуба, выигрывавший чемпионат и как игрок, и как тренер. В следующем сезоне был назначен на пост главного тренера в другом клубе из Эскальдеса — «Атлетике», и вновь привёл свою команду к золотым медалям.

## Достижения

### В качестве игрока
«Спортинг Канзас-Сити»
- Чемпион MLS: 2013

«Интер» (Эскальдес)
- Чемпион Андорры: 2020/21
- Обладатель Суперкубка Андорры: 2021

### В качестве тренера
«Интер» (Эскальдес)
- Чемпион Андорры: 2021/22
- Обладатель Суперкубка Андорры: 2022

«Атлетик» (Эскальдес)
- Чемпион Андорры: 2022/23